# NGC 867
NGC 867 est une galaxie lenticulaire située dans la constellation de la Baleine. NGC 867 a été découverte par l'astronome germano-britannique William Herschel en 1783. Cette galaxie a probablement été redécouverte par l'astronome prussien Heinrich d'Arrest le 26 septembre 1865 et elle a été ajoutée plus tard au catalogue NGC sous la désignation NGC 875. Il se pourrait aussi que la galaxie IC 225 observée par le français Stéphane Javelle le 29 décembre 1893 soit NGC 867,. 

## Caractéristiques
Sa vitesse par rapport au fond diffus cosmologique est de 6 162 ± 18 km/s, ce qui correspond à une distance de Hubble de 90,9 ± 6,4 Mpc (∼296 millions d'al).
À ce jour, une mesure non basée sur le décalage vers le rouge (redshift) donne une distance d'environ 62,100 Mpc (∼203 millions d'al). Cette valeur est loin à l'extérieur des valeurs de la distance de Hubble. Notons cependant que c'est avec la valeur moyenne des mesures indépendantes, lorsqu'elles existent, que la base de données NASA/IPAC calcule le diamètre d'une galaxie.
Le site de la base de données NASA/IPAC, le site de SEDS ainsi que Simbad ne font pas mention de cette dernière possibilité et identifient NGC 867 comme étant NGC 875.
NGC 867 présente une large raie HI.
Selon la base de données Simbad, NGC 875 est une galaxie LINER, c'est-à-dire une galaxie dont le noyau présente un spectre d'émission caractérisé par de larges raies d'atomes faiblement ionisés.